# Robbie Simpson (athlétisme)
Pour les articles homonymes, voir Robbie Simpson et Simpson.
Robbie Simpson (né le 14 novembre 1991 à Wegberg) est un coureur de fond britannique spécialisé en course en montagne. Il est médaillé de bronze au Challenge mondial de course en montagne longue distance 2011 ainsi qu'aux championnats du monde de course en montagne 2015. Il également remporté une médaille de bronze sur le marathon des Jeux du Commonwealth de 2018. 

## Biographie

### Débuts et succès en course en montagne
Né en Allemagne à Wegberg, il grandit dans le village de Finzean dans les Highlands, près de la colline Craig Choinnich où se serait déroulée la toute première course en montagne. A 14 ans, il reçoit un livre retraçant l'histoire de la course du Roi Malcolm III en 1050, ce qui l'incite à s'engager en course en montagne dès l'année suivante.
Il s'installe ensuite dans le sud de l'Allemagne à Mittenwald où il s'entraîne avec Martin Cox.
Il se révèle sur la scène internationale en 2010. Le 24 juillet, il s'élance au départ de la course du Snowdon. Alors que tous les yeux sont tournés sur le Kényan Wilson Chemweno qui domine la première partie de course, Robbie Simpson crée la surprise dans la descente. Il parvient à doubler son compatriote Ian Holmes et l'Italien Alex Baldaccini pour remporter la victoire.
Il confirme son talent pour la discipline de course en montagne en 2011. Le 18 juin, il prend part au Challenge mondial de course en montagne longue distance à Podbrdo. Avec ses comaptriotes Thomas Owens et Jethro Lennox, il forme un groupe de poursuivants derrière le favori local Mitja Kosovelj. Tandis que ce dernier fonce vers le titre, Robbie Simpson s'assure de la médaille de bronze derrière Thomas Owens. Grâce à leur tir groupé, les trois écossais s'imposent au classement par équipes. Le 24 septembre, il prend le départ de l'épreuve de course en montagne aux championnats du Commonwealth de course en montagne et ultradistance à Llanberis. Il prend un bon départ en suivant de près son compatriote Joe Symonds puis s'empare de la tête de course. L'Anglais James McMullan parvient à doubler les deux Écossais en fin de course pour s'offrir le titre. Robbie Simpson remporte l'argent et double la mise au classement par équipes.
Le 12 juillet 2014, il participe aux championnats d'Europe de course en montagne à Gap. Il voit les jumeaux Dematteis prendre les commandes de la course devant le Français Julien Rancon. Dans la deuxième boucle, il parvient à doubler le Français et Martin Dematteis mais ne parvient pas à rattraper Bernard Dematteis qui a creusé l'écart en tête. Il s'offre la médaille d'argent individuelle ainsi qu'une seconde au classement par équipes avec Andrew Douglas et Tom Addison.
Le 9 août 2015, il prend un départ prudent à Sierre-Zinal. Voyant l'Espagnol Kílian Jornet accélérer en fin de course pour filer vers la victoire, il tente de suivre et double également plusieurs concurrents dont l'Américain Joseph Gray. Il termine troisième à seulement 21 secondes de Kílian Jornet. Le 19 septembre, il laisse partir les jumeaux Dematteis devant lui pour chasser les Ougandais en tête lors des championnats du monde de course en montagne à Betws-y-Coed. Tandis que Joshua Mangusho finit par lever le pied, Robbie Simpson parvient à s'insérer entre les frères italiens pour remporter la médaille de bronze. Il se pare également de bronze au classement par équipes.
Le 14 août 2016, il parvient à tenir tête à l'Érythréen Petro Mamu à Sierre-Zinal. Il finit par le lâcher en fin de course et doit se contenter de la deuxième place. Le 10 septembre, il s'élance parmi les favoris sur le marathon de la Jungfrau. Menant la course en tête, il parvient à faire la différence à Lauterbrunnen et se détache en tête pour s'offrir la victoire en 3 h 0 min 11 s.

### Marathon
Le 23 avril 2017, il effectue une solide course lors du marathon de Londres. Il se classe quinzième et meilleur Britannique du plateau élite en 2 h 15 min 4 s. Néanmoins, il voit le titre de champion britannique de la discipline lui échapper au profit de Josh Griffiths qui s'impose en 2 h 15 min 4 s en ayant pris le départ des amateurs. Ce résultat lui offre la qualification aux championnats du monde d'athlétisme 2017 ainsi qu'aux Jeux du Commonwealth de 2018. Une blessure au mollet l'empêche cependant de prendre part aux championnats du monde.
Le 15 avril 2018, il s'élance sur l'épreuve du marathon des Jeux du Commonwealth. bronze marathon Commonwealth. Il prend un départ prudent puis remonte le peloton jusqu'à se retrouver aux avant-postes. Tandis que son compatriote Callum Hawkins est victime d'une défaillance à deux kilomètres de l'arrivée alors qu'il était en tête, Robbie Simpson parvient à se hisser sur la troisième marche du podium en 2 h 19 min 36 s pour offrir une médaille à l'Écosse,. Durant cette année 2018, il domine les courses de montagne en Suisse, en remportant Neirivue-Moléson, Montreux-Les-Rochers-de-Naye, le semi-marathon d'Aletsch, le marathon de Zermatt et le marathon de la Jungfrau. Il termine une nouvelle fois deuxième de Sierre-Zinal derrière Kilian Jornet,.

### Reconversion au trail
Fin 2019, il décide de se tester à l'ultra-trail et s'inscrit au Grand Trail des Templiers. Il doit remettre sa tentative à plus tard, la course ayant été annulée. Déçu par sa tentative avortée avant l'heure mais toujours motivé à se tester sur une distance « ultra », Robbie s'envole en Californie en fin d'année pour prendre le départ du North Face Endurance Challenge de 50 miles à Sausalito. Il termine cinquième en 6 h 48 min 38 s mais avoue être à la peine en fin de course.
Le 25 novembre 2022, il s'élance sur la Peninsula Traverse 55KM après avoir pris part à un camp d'entraînement avec l'équipe Adidas Terrex en Afrique du Sud. Il domine l'épreuve et s'impose en 5 h 0 min 28 s au terme d'une course en solitaire, devançant de treize minutes son coéquipier Jeshurun Small.

## Palmarès

### Route
| Année | Compétition               | Lieu       | Place | Épreuve           | Performance     |
| ----- | ------------------------- | ---------- | ----- | ----------------- | --------------- |
| 2014  | Tour de Tirol             | Söll       | 1er   | Course par étapes | 5 h 33 min 15 s |
| 2015  | Tour de Tirol             | Söll       | 1er   | Course par étapes | 5 h 31 min 42 s |
| 2016  | Marathon de Londres       | Londres    | 18e   | Marathon          | 2 h 15 min 38 s |
| 2016  | Morat-Fribourg            | Fribourg   | 7e    | Course populaire  | 56 min 9 s      |
| 2017  | Marathon de Londres       | Londres    | 15e   | Marathon          | 2 h 15 min 4 s  |
| 2018  | Semi-marathon d'Inverness | Inverness  | 1er   | Semi-marathon     | 1 h 4 min 27 s  |
| 2018  | Jeux du Commonwealth      | Gold Coast | 3e    | Marathon          | 2 h 19 min 36 s |
| 2019  | Semi-marathon d'Inverness | Inverness  | 1er   | Semi-marathon     | 1 h 6 min 15 s  |
| 2023  | Marathon de Split         | Split      | 1er   | Marathon          | 2 h 20 min 56 s |

### Course en montagne
| no  | masculin           | Course                                                  | Longueur | Départ            | Temps           |
| --- | ------------------ | ------------------------------------------------------- | -------- | ----------------- | --------------- |
| 1re | Médaille d'or      | Course du Snowdon                                       | 16,1 km  | 24 juillet 2010   | 1 h 7 min 59 s  |
| 2e  | Médaille d'argent  | Course du Ben Nevis                                     | 14 km    | 4 septembre 2010  | 1 h 36 min 9 s  |
| 2e  | Médaille d'argent  | Three Peaks Race                                        | 37,4 km  | 30 avril 2011     | 2 h 56 min 15 s |
| 3e  | Médaille de bronze | Challenge mondial de course en montagne longue distance | 40 km    | 18 juin 2011      | 3 h 29 min 5 s  |
| 3e  | Médaille de bronze | Course du Snowdon                                       | 16,1 km  | 23 juillet 2011   | 1 h 7 min 36 s  |
| 2e  | Médaille d'argent  | Championnats du Commonwealth de course en montagne      | 11,8 km  | 24 septembre 2011 | 50 min 20 s     |
| 2e  | Médaille d'argent  | Course du Snowdon                                       | 16,1 km  | 21 juillet 2012   | 1 h 6 min 43 s  |
| 9e  | 9e                 | Challenge mondial de course en montagne longue distance | 42,2 km  | 9 septembre 2012  | 3 h 21 min 10 s |
| 5e  | 5e                 | Sierre-Zinal                                            | 31 km    | 11 août 2013      | 2 h 35 min 32 s |
| 3e  | Médaille de bronze | Course de montagne du Kitzbüheler Horn                  | 12,9 km  | 25 août 2013      | 1 h 2 min 7 s   |
| 2e  | Médaille d'argent  | Championnats d'Europe de course en montagne             | 12,8 km  | 12 juillet 2014   | 56 min 19 s     |
| 2e  | Médaille d'argent  | Course de montagne du Karwendel                         | 11 km    | 19 juillet 2014   | 1 h 6 min 55 s  |
| 5e  | 5e                 | Sierre-Zinal                                            | 31 km    | 10 août 2014      | 2 h 35 min 13 s |
| 3e  | Médaille de bronze | Course de montagne du Kitzbüheler Horn                  | 12,9 km  | 24 août 2014      | 1 h 2 min 11 s  |
| 3e  | Médaille de bronze | Course de montagne du Hochfelln                         | 8,9 km   | 28 septembre 2014 | 43 min 57 s     |
| 1re | Médaille d'or      | Kaisermarathon                                          | 42 km    | 4 octobre 2014    | 3 h 11 min 38 s |
| 3e  | Médaille de bronze | Neirivue-Moléson                                        | 10,6 km  | 21 juin 2015      | 1 h 1 min 19 s  |
| 4e  | 4e                 | Championnats d'Europe de course en montagne             | 11,8 km  | 4 juillet 2015    | 1 h 3 min 20 s  |
| 2e  | Médaille d'argent  | Course de montagne du Karwendel                         | 11 km    | 18 juillet 2015   | 1 h 6 min 36 s  |
| 2e  | Médaille d'argent  | Course de Schlickeralm                                  | 7,5 km   | 26 juillet 2015   | 37 min 37 s     |
| 3e  | Médaille de bronze | Sierre-Zinal                                            | 31 km    | 9 août 2015       | 2 h 33 min 34 s |
| 3e  | Médaille de bronze | Championnats du monde de course en montagne             | 13 km    | 19 septembre 2015 | 50 min 31 s     |
| 3e  | Médaille de bronze | Course de Šmarna Gora                                   | 10 km    | 3 octobre 2015    | 45 min 24 s     |
| 1re | Médaille d'or      | Kaisermarathon                                          | 42 km    | 10 octobre 2015   | 3 h 9 min 55 s  |
| 2e  | Médaille d'argent  | Neirivue-Moléson                                        | 10,6 km  | 19 juin 2016      | 1 h 1 min 16 s  |
| 1re | Médaille d'or      | Course de montagne du Karwendel                         | 11 km    | 16 juillet 2016   | 59 min 48 s     |
| 1re | Médaille d'or      | 23 km du Mont-Blanc                                     | 23 km    | 25 juin 2016      | 1 h 59 min 10 s |
| 1re | Médaille d'or      | Course Montreux-Les-Rochers-de-Naye                     | 18,8 km  | 3 juillet 2016    | 1 h 26 min 4 s  |
| 2e  | Médaille d'argent  | Course de Schlickeralm                                  | 11,2 km  | 31 juillet 2016   | 57 min 39 s     |
| 2e  | Médaille d'argent  | Sierre-Zinal                                            | 31 km    | 14 août 2016      | 2 h 34 min 10 s |
| 1re | Médaille d'or      | Marathon de la Jungfrau                                 | 42,2 km  | 10 septembre 2016 | 3 h 0 min 11 s  |
| 1re | Médaille d'or      | Course Montreux-Les-Rochers-de-Naye                     | 18,8 km  | 2 juillet 2017    | 1 h 26 min 42 s |
| 1re | Médaille d'or      | Course de montagne du Karwendel                         | 11 km    | 16 juillet 2017   | 59 min 9 s      |
| 2e  | Médaille d'argent  | Skåla Opp                                               | 8,2 km   | 13 août 2017      | 2 h 33 min 19 s |
| 2e  | Médaille d'argent  | Sierre-Zinal                                            | 31 km    | 19 août 2017      | 1 h 11 min 36 s |
| 2e  | Médaille d'argent  | Marathon de la Jungfrau                                 | 42,2 km  | 9 septembre 2017  | 2 h 58 min 48 s |
| 1re | Médaille d'or      | Neirivue-Moléson                                        | 11,2 km  | 17 juin 2018      | 1 h 1 min 48 s  |
| 1re | Médaille d'or      | Semi-marathon d'Aletsch                                 | 21,1 km  | 24 juin 2018      | 1 h 33 min 15 s |
| 1re | Médaille d'or      | Course Montreux-Les-Rochers-de-Naye                     | 18,8 km  | 1er juillet 2018  | 1 h 26 min 56 s |
| 1re | Médaille d'or      | Marathon de Zermatt                                     | 42,2 km  | 7 juillet 2018    | 3 h 0 min 39 s  |
| 2e  | Médaille d'argent  | Sierre-Zinal                                            | 31 km    | 12 août 2018      | 2 h 33 min 11 s |
| 1re | Médaille d'or      | Marathon de la Jungfrau                                 | 42,2 km  | 8 septembre 2018  | 2 h 56 min 31 s |
| 3e  | Médaille de bronze | Neirivue-Moléson                                        | 10,6 km  | 16 juin 2019      | 1 h 0 min 43 s  |
| 1re | Médaille d'or      | Semi-marathon d'Aletsch                                 | 21,1 km  | 23 juin 2019      | 1 h 35 min 2 s  |
| 7e  | 7e                 | Championnats d'Europe de course en montagne             | 10,1 km  | 7 juillet 2019    | 54 min 49 s     |
| 5e  | 5e                 | Sierre-Zinal                                            | 31 km    | 11 août 2019      | 2 h 33 min 55 s |
| 1re | Médaille d'or      | Marathon de la Jungfrau                                 | 42,2 km  | 7 septembre 2019  | 2 h 59 min 29 s |
| 2e  | Médaille d'argent  | Sierre-Zinal                                            | 31 km    | 7 août 2021       | 2 h 32 min 26 s |
| 6e  | 6e                 | Sierre-Zinal                                            | 31 km    | 12 août 2023      | 2 h 35 min 59 s |
| 2e  | Médaille d'argent  | Course Montreux-Les-Rochers-de-Naye                     | 18,8 km  | 7 juillet 2024    | 1 h 28 min 18 s |

### Trail
| no  | masculin           | Course                                      | Longueur | Départ           | Temps           |
| --- | ------------------ | ------------------------------------------- | -------- | ---------------- | --------------- |
| 5e  | 5e                 | North Face Endurance Challenge - California | 50 mi    | 16 novembre 2019 | 6 h 48 min 38 s |
| 2e  | Médaille d'argent  | OCC                                         | 55 km    | 26 août 2021     | 5 h 5 min 35 s  |
| 3e  | Médaille de bronze | OCC                                         | 55 km    | 25 août 2022     | 5 h 24 min 0 s  |
| 1re | Médaille d'or      | Peninsula Traverse 55KM                     | 55 km    | 25 novembre 2022 | 5 h 0 min 28 s  |
| 1re | Médaille d'or      | Otter African Trail Run                     | 42 km    | 7 octobre 2023   | 4 h 12 min 36 s |
| 1re | Médaille d'or      | Peninsula Traverse 55KM                     | 55 km    | 24 novembre 2023 | 5 h 31 min 30 s |
| 1re | Médaille d'or      | Chianti Marathon Trail                      | 43 km    | 23 mars 2024     | 2 h 50 min 42 s |
| 1re | Médaille d'or      | Eiger Ultra Trail - E35                     | 35 km    | 20 juillet 2024  | 3 h 15 min 0 s  |
| 1re | Médaille d'or      | Otter African Trail Run - Retto             | 42 km    | 5 octobre 2024   | 4 h 21 min 36 s |
| 1re | Médaille d'or      | Peninsula Traverse 55KM                     | 55 km    | 22 novembre 2024 | 5 h 18 min 58 s |
| 2e  | Médaille d'argent  | Tarawera Ultramarathon T50                  | 52 km    | 15 février 2025  | 3 h 20 min 1 s  |

## Records
| Épreuve       | Performance     | Date             | Lieu      |
| ------------- | --------------- | ---------------- | --------- |
| 5 kilomètres  | 14 min 25 s     | 22 février 2015  | Armagh    |
| 10 kilomètres | 29 min 22 s     | 18 décembre 2016 | Houilles  |
| Semi-marathon | 1 h 4 min 27 s  | 11 mars 2018     | Inverness |
| Marathon      | 2 h 14 min 56 s | 28 avril 2019    | Londres   |